# Lucas Dufros
Pas d'image ? Cliquez ici
Lucas Dufros, né le 25 août 2002, est un grimpeur français.

## Biographie
Le 5 mai 2024, il devient champion de France d'escalade de difficulté dans la catégorie sénior,.

## Palmarès
- 2022 :
  - 3ème au championnat de France de difficulté sénior.
- 2024 :
  - 1er au championnat de France d'escalade de difficulté sénior.